# Teodora Špirić
Teodora Špirić, född 12 april 2000 i Wien, är en österrikisk sångerska och låtskrivare som är känd under artistnamnet Teya och tidigare som Thea Devy. 

## Biografi
Teodora Špirićs föräldrar är från Serbien och under en del sin uppväxt bodde hon i Kladovo. Hon drömde om att bli tennisspelare, men flyttade senare till Berlin där hon spelade saxofon i en jazzorkester. Hennes lärare hörde henne sjunga för sig själv medan hon rengjorde saxofonen och bjöd in henne som artist på skolans sommarfest. Det var första gången hon sjöng inför publik.
Špirić ingår i duon Teya & Salena som framförde Österrikes bidrag vid Eurovision Song Contest 2023 i Liverpool. Deras låt, "Who the Hell Is Edgar?", kom på femtonde plats i finalen. 
Tillsammans med JJ och Thomas Turner skrev Špirić låten "Wasted Love" som JJ och Österrike vann Eurovision Song Contest 2025 i Basel med.